# روبرت إف. دور
روبرت إف. دور (بالإنجليزية: Robert F. Dorr)‏ هو دبلوماسي ومؤرخ أمريكي، ولد في 11 سبتمبر 1939 في Sibley Memorial Hospital ‏ في الولايات المتحدة، وتوفي في 12 يونيو 2016 في فولز تشيرش في الولايات المتحدة.